# Psicología evolucionista de la religión
La psicología evolucionista de la religión se basa en la hipótesis de que las creencias religiosas pueden ser explicadas a través de la evolución del cerebro humano. De la misma manera que las funciones de otros órganos, se ha afirmado que la estructura funcional de la cognición tiene una base genética, y está por lo tanto sujeta a los efectos de la selección natural. Como otros órganos y tejidos, esta estructura funcional sería universal entre todos los seres humanos y resolvería problemas fundamentales de supervivencia y reproducción. Los psicólogos evolucionistas buscan comprender los procesos cognitivos, en este caso las creencias y el comportamiento religioso, por las funciones adaptativas que están destinados a cumplir.

## Procesos psicológicos
Los antropólogos cognitivos Dan Sperber y Scott Atran sostienen que la cognición religiosa representa un subproducto de numerosas adaptaciones evolutivas, incluyendo la psicología del sentido común y violaciones intencionales de expectativas innatas sobre como el mundo está construido (por ejemplo, seres incorpóreos con pensamientos y emociones), que hacen a las cogniciones religiosas particularmente llamativas. En su libro Religion Explained (La religión explicada), Pascal Boyer trata críticamente estas ideas y sugiere que no existe una explicación simple para la conciencia religiosa. 
Justin L. Barrett, colega de Boyer, sugiere en Why Would Anyone Believe in God? (¿Por qué alguien habría de creer en Dios?) que la creencia en Dios se da de manera natural porque depende de herramientas cognitivas compartidas por todos los seres humanos. Barrett considera que la forma en que nuestras mentes se estructuran y desarrollan hacen que la creencia en un dios supremo con propiedades tales como ser omnisciente, inmortal y omnipotente sean altamente atractivas. Este autor también compara la creencia en Dios con la creencia en otras mentes, y dedica un capítulo a la psicología evolucionista del ateísmo.

## Mecanismos de evolución
Hay acuerdo general entre los científicos sobre el hecho de que una propensión a involucrarse en comportamientos religiosos evolucionó tempranamente en la historia humana. Sin embargo, hay desacuerdo sobre los mecanismos exactos que impulsaron la evolución de la mente religiosa. Hay dos teorías enfrentadas. Una es que la religión evolucionó por selección natural, en cuyo caso la religión habría conferido algún tipo de ventaja adaptativa. La otra considera que las creencias y conductas religiosas habrían aparecido como subproductos de otros rasgos adaptativos sin ser originalmente seleccionadas por sus beneficios evolutivos intrínsecos. 

### La religión como una adaptación
Richard Sosis y Candace Alcorta han reseñado las teorías prominentes sobre el valor adaptativo de la religión. Varias de estas son "teorías de la solidaridad social", que entienden que la religión ha evolucionado para mejorar la cooperación y la cohesión dentro de los grupos. A su vez, pertenecer a un grupo habría concedido beneficios como incrementar las oportunidades de un individuo de sobrevivir y reproducirse.
Estas teorías de la solidaridad social pueden ayudar a explicar la peligrosa y dolorosa naturaleza de numerosos rituales religiosos. La teoría de la señalización costosa sugiere que este tipo de rituales pueden actuar como señales públicas y difíciles de impostar de que el compromiso individual con el grupo es sincero. Ya que se obtendrían considerables beneficios si se lograra engañar al sistema - tomar ventaja de los beneficios y derechos de la vida en grupo sin adjudicarse ninguna de sus obligaciones -, la práctica ritual no sería tan sencilla de poder ser tomada de manera ligera. La guerra es un buen ejemplo de costo en la vida en grupo: Richard Sosis, Howard C. Kress, y James S. Boster llevaron a cabo un estudio transcultural que demostró que los hombres que pertenecen a sociedades que entran en guerra se someten a los rituales más costosos.
Estudios que muestran asociaciones directas más positivas entre las prácticas religiosas y la saludad y la longevidad resultaron más controvertidos. Harold G. Koenig y Harvey J. Cohen resumieron y analizaron los resultados de 100 estudios de evidencia que examinaban sistemáticamente la relación entre religión y bienestar humano, encontrando que el 79% de ellos mostraba una influencia positiva. Estos estudios son populares en los medios de comunicación, aunque se mantiene el debate acerca de la validez de estos descubrimientos, que en la mayoría de los casos no necesariamente prueban una relación directa de causa y efecto entre religión y salud.

### La religión como subproducto
Esta hipótesis fue propuesta inicialmente por el biólogo Stephen Jay Gould. Junto con la paleontóloga Elisabeth Vrba propusieron el término exaptación en 1982 para referirse a "rasgos que actualmente mejoran el fitness, pero que no fueron diseñados por la selección natural para cumplir este rol". Gould y Richard Lewontin compararon tales rasgos a las enjutas, "un término arquitectónico para los espacios sobrantes entre elementos estructurales de un edificio". Una explicación más completa de esta metáfora puede encontrarse en el artículo de 1979 de Gould y Lewontin, "Las enjutas de San Marco y el Paradigma Panglossiano: una crítica del programa adaptacionista". Gould cita la religión como un ejemplo de exaptación, mientras que no se refiere a ningún rasgo mental en especial que piense que fuera formado por selección natural. Menciona, sin embargo, la sugerencia de Freud de que el gran tamaño de nuestros cerebros, que han evolucionado por otras razones, derivó en la conciencia. El comienzo de la mente consciente ha forzado a los seres humanos a tener que hacer frente al hecho de la propia mortalidad, y la religión podría constituir una solución a este problema.
Otros investigadores han propuesto procesos psicológicos específicos que pudieron haber sido cooptados para el comportamiento religioso. Pierre Lienard y Pascal Boyer sugieren que en los seres humanos ha evolucionado un "sistema de precaución de peligros" que nos permitiría detectar potenciales amenazas en el entorno y responder de manera apropiada. Numerosas características del comportamiento ritual, generalmente un aspecto esencial de la religión, son sostenidas para lograr disparar este sistema. Esto implica generar la ocasión propicia para el ritual, dirigirlo hacia la prevención o eliminación de un peligro o mal, enfatizar el daño que resultaría de no realizar el ritual, y formalizar las detalladas proscripciones para una correcta realización del mismo. Lienard y Boyer discuten la posibilidad de que el mismo sistema de precaución de peligros haya provisto beneficios adaptativos, y que la religión entonces "asocie ansiedades individuales e inmanejables con acciones coordinadas con otras personas, que por lo tanto las volvería más tolerables y significativas".
Justin L. Barrett ha propuesto una situación similar. Sugiere que existe un módulo mental básico en nuestros cerebros que corresponde al Mecanismo Hiperactivo de Detección de Agencia, otro sistema potencial para identificar peligro. Este mecanismo conferiría un beneficio en la supervivencia aun cuando resulte sobre-sensitivo: siempre es mejor evadir un predador imaginario que ser asesinado por uno real. Esto tendería a su vez a estimular la creencia en fantasmas y espíritus.

### Genes
Richard Dawkins ha sugerido en El gen egoísta que las unidades de evolución cultural funcionan como los genes en la medida en que están sujetos a procesos de selección natural; llamó a estas unidades "memes". Según esta perspectiva, la mente humana es entendida como un vehículo de portación de memes, los cuales se reproducen y mueren según sus aptitudes para colonizar mentes en un entorno competitivo. En La ilusión de Dios Dawkins argumenta que debido a que las verdades religiosas tienen la característica de no poder ser cuestionadas, su misma naturaleza estimula a las religiones a propagarse como "virus mentales".
Este modelo implica que la religión es un subproducto de los módulos cognitivos del cerebro humano que aparecieron en el pasado con el fin de tratar problemas evolutivos de supervivencia y reproducción. Los primeros conceptos de agentes sobrenaturales pudieron haber emergido por la tendencia de los seres humanos de "sobredetectar" la presencia de otros humanos o predadores (momentáneamente confundiendo una viña por una serpiente). Por ejemplo, un hombre podría reportar que sintió algo que se acerca furtivamente a él, pero que desaparece cuando mira a su alrededor.
Relatos de estas experiencias son especialmente probables de ser reproducidas y embellecidas debido a que incluyen descripciones de categorías ontológicas comunes (humano, artefacto, animal, planta, objeto natural) con propiedades contraintuitivas (humanos que son invisibles, casas que recuerdan que pasó dentro de ellas, etc.). Estas historias resultan aún más atractivas cuando están acompañadas por la activación de expectativas no violadas de categorías ontológicas (casas que "recuerdan" activan nuestra psicología de la mente intuitiva).
La presencia de cadáveres, por ejemplo, genera un estado cognitivo incómodo en el cual ciertos módulos mentales (como el de identificación de personas y predicción de conductas) continúan funcionando desacoplados de la realidad, produciendo intuiciones incompatibles de que los muertos todavía siguen presentes. Cuando esto surge en paralelo con la predisposición humana a ver la desgracia como un evento social (como la responsabilidad de alguien en vez de como el resultado de procesos mecánicos) puede activar el módulo responsable de la "voluntad de hacer intercambios" de la teoría de la mente, resultando en la tendencia de los humanos de buscar interactuar y negociar con los agentes sobrenaturales.
En un grupo suficientemente grande, algunos individuos aparecerán como mejor calificados o más hábiles que otros para llevar a cabo estos rituales y se convertirán en especialistas. Como las sociedades tienden a crecer y a hacer contacto con otras sociedades, sobreviene naturalmente un estado de competencia y un efecto de "supervivencia del más apto" que podría causar que los practicantes modifiquen sus conceptos para llegar a una versión más abstracta y más ampliamente aceptada de los rituales o las creencias religiosas asociadas. Eventualmente los practicantes especialistas formarían un grupo cohesionado o secta con objetivos políticos afines.